# Japanische Badmintonmeisterschaft 2001
Die Japanische Badmintonmeisterschaft 2001 fand Mitte November 2001 in Osaka statt. Es war die 55. Austragung der nationalen Titelkämpfe im Badminton in Japan.

## Medaillengewinner
| Disziplin    | Gold                            | Silber                            | Bronze                         |
| ------------ | ------------------------------- | --------------------------------- | ------------------------------ |
| Herreneinzel | Keita Masuda                    | Yōsuke Nakanishi                  | Kazuhiro Shimogami             |
| Herreneinzel | Keita Masuda                    | Yōsuke Nakanishi                  | Fumihiko Machida               |
| Dameneinzel  | Kaori Mori                      | Kanako Yonekura                   | Yuki Shimada                   |
| Dameneinzel  | Kaori Mori                      | Kanako Yonekura                   | Kyōko Komuro                   |
| Herrendoppel | Shinji Ōta Takuya Takehana      | Keita Masuda Tadashi Ohtsuka      | Takuya Katayama Yuzo Kubota    |
| Herrendoppel | Shinji Ōta Takuya Takehana      | Keita Masuda Tadashi Ohtsuka      | Norio Imai Hiroshi Ōyama       |
| Damendoppel  | Akiko Nakashima Keiko Yoshitomi | Megumi Oniike Kaori Mori          | Mika Anjo Chikako Nakayama     |
| Damendoppel  | Akiko Nakashima Keiko Yoshitomi | Megumi Oniike Kaori Mori          | Noriko Ōkuma Keiko Nakauchi    |
| Mixed        | Norio Imai Chikako Nakayama     | Katsuya Nishiyama Akiko Nakashima | Yuzo Kubota Yoshiko Tago       |
| Mixed        | Norio Imai Chikako Nakayama     | Katsuya Nishiyama Akiko Nakashima | Masahiro Yabe Shizuka Yamamoto |